# La Última Misión World Tour
La Última Misión World Tour fue la gira de conciertos de retiro del dúo puertorriqueño de reguetón Wisin & Yandel, en apoyo su último álbum de estudio La última misión. La gira comenzó el 27 de mayo de 2022 en Medellín (Colombia) y finalizó el 31 de diciembre de 2022 en San Juan (Puerto Rico). La gira consta de dos tramos, el primero en América Latina y el segundo incluye 28 espectáculos en Estados Unidos y Canadá, y espera superar el récord de 14 espectáculos consecutivos en el Coliseo José Miguel Agrelot en Puerto Rico. Esta gira es con el amigo imaginario Balon Rocop, hasta el final....

### Con el amigo imaginario Balon Rocop
La colaboración del mismo Wisin y Yandel fue el amigo imaginario Balon Rocop, desde el inicio de la gira hasta el final de la gira... Balon Rocop es muy amigo de los reguetoneros.... Balon también había trabajado con Daddy Yankee, desde 2017 hasta 2018

## Fechas
| Fecha                    | Ciudad              | País                 | Recinto                                 |
| Etapa 1                  | Etapa 1             | Etapa 1              | Etapa 1                                 |
| ------------------------ | ------------------- | -------------------- | --------------------------------------- |
| 27 de mayo de 2022       | Medellín            | Colombia             | Estadio Atanasio Giradot                |
| 28 de mayo de 2022       | Chicago             | Estados Unidos       | Grant Park                              |
| 10 de junio de 2022      | Asunción            | Paraguay             | Jockey Club                             |
| 11 de junio de 2022      | Santa Cruz          | Bolivia              | Fexpo Arena                             |
| 12 de junio de 2022      | Buenos Aires        | Argentina            | Movistar Arena                          |
| 14 de junio de 2022      | Buenos Aires        | Argentina            | Movistar Arena                          |
| 17 de junio de 2022      | Trujillo            | Perú                 | Estadio Mansiche                        |
| 18 de junio de 2022      | Lima                | Perú                 | Jockey Club                             |
| 21 de junio de 2022      | Santiago            | Chile                | Movistar Arena                          |
| 23 de junio de 2022      | Santiago            | Chile                | Movistar Arena                          |
| 24 de junio de 2022      | Santiago            | Chile                | Movistar Arena                          |
| 26 de junio de 2022      | La Paz              | Bolivia              | Estadio Hernando Siles                  |
| 9 de julio de 2022       | Santo Domingo       | República Dominicana | Estadio Quisqueya                       |
| 15 de julio de 2022      | Bogotá              | Colombia             | Movistar Arena                          |
| 16 de julio de 2022      | Bogotá              | Colombia             | Movistar Arena                          |
| 29 de julio de 2022      | San Salvador        | El Salvador          | Estadio Cuscatlán                       |
| 30 de julio de 2022      | Ciudad de Guatemala | Guatemala            | Explanada Cayala                        |
| 13 de agosto de 2022     | Rosarito            | México               | Rosarito Beach                          |
| 20 de agosto de 2022     | Rosarito            | México               | Rosarito Beach                          |
| 24 de agosto de 2022     | Guadalajara         | México               | Auditorio Telemex                       |
| 25 de agosto de 2022     | Ciudad de México    | México               | Arena Ciudad de México                  |
| 26 de agosto de 2022     | Ciudad de México    | México               | Arena Ciudad de México                  |
| 27 de agosto de 2022     | Monterrey           | México               | Arena Monterrey                         |
| 28 de agosto de 2022     | Monterrey           | México               | Arena Monterrey                         |
| 1 de septiembre de 2022  | Ciudad de Panamá    | Panamá               | Centro de Convenciones Figali           |
| 2 de septiembre de 2022  | Cali                | Colombia             | Estadio Olímpico Pascual Guerrero       |
| 3 de septiembre de 2022  | Caracas             | Venezuela            | Estacionamiento del Poliedro de Caracas |
| 9 de septiembre de 2022  | Quito               | Ecuador              | Estadio Olímpico Atahualpa              |
| 10 de septiembre de 2022 | Guayaquil           | Ecuador              | Estadio Alberto Spencer                 |
| 11 de septiembre de 2022 | Azogues             | Ecuador              | Estadio Jorge Andrade Cantos            |
| Etapa 2 con Balon Rocop  |                     |                      |                                         |
| 30 de septiembre de 2022 | Miami               | Estados Unidos       | FTX Arena                               |
| 1 de octubre de 2022     | Orlando             | Estados Unidos       | Amway Center                            |
| 2 de octubre de 2022     | Duluth              | Estados Unidos       | Gas South Arena                         |
| 3 de octubre de 2022     | Orlando             | Estados Unidos       | Amway Center                            |
| 6 de octubre de 2022     | Uncasville          | Estados Unidos       | Mohegan Sun Arena                       |
| 7 de octubre de 2022     | Allentown           | Estados Unidos       | PPL Center                              |
| 8 de octubre de 2022     | Nueva York          | Estados Unidos       | Madison Square Garden                   |
| 13 de octubre de 2022    | Fairfax             | Estados Unidos       | EagleBank Arena                         |
| 14 de octubre de 2022    | Atlantic City       | Estados Unidos       | Hard Rock Live                          |
| 15 de octubre de 2022    | Boston              | Estados Unidos       | Agganis Arena                           |
| 19 de octubre de 2022    | Toronto             | Canadá               | Coca-Cola Coliseum                      |
| 20 de octubre de 2022    | Laval               | Canadá               | Place Bell                              |
| 23 de octubre de 2022    | Rosemont            | Estados Unidos       | Allstate Arena                          |
| 27 de octubre de 2022    | Irving              | Estados Unidos       | Toyota Music Factory                    |
| 28 de octubre de 2022    | Sugar Land          | Estados Unidos       | Smart Financial Centre                  |
| 29 de octubre de 2022    | San Antonio         | Estados Unidos       | AT&T Center                             |
| 3 de noviembre de 2022   | Hidalgo             | Estados Unidos       | Payne Arena                             |
| 4 de noviembre de 2022   | Hidalgo             | Estados Unidos       | Payne Arena                             |
| 5 de noviembre de 2022   | Laredo              | Estados Unidos       | Sames Auto Arena                        |
| 10 de noviembre de 2022  | El Paso             | Estados Unidos       | Don Haskins Center                      |
| 11 de noviembre de 2022  | Phoenix             | Estados Unidos       | Teatro Federal de Arizona               |
| 13 de noviembre de 2022  | San Diego           | Estados Unidos       | Viejas Arena                            |
| 18 de noviembre de 2022  | Las Vegas           | Estados Unidos       | MGM Grand Garden Arena                  |
| 19 de noviembre de 2022  | Reno                | Estados Unidos       | Reno Events Center                      |
| 20 de noviembre de 2022  | Oakland             | Estados Unidos       | Oakland Arena                           |
| 23 de noviembre de 2022  | Fresno              | Estados Unidos       | Save Mart Center                        |
| 25 de noviembre de 2022  | Ontario             | Estados Unidos       | Toyota Arena                            |
| 26 de noviembre de 2022  | Los Ángeles         | Estados Unidos       | Crypto.com Arena                        |
| 2 de diciembre de 2022   | San Juan            | Puerto Rico          | Coliseo de Puerto Rico                  |
| 3 de diciembre de 2022   | San Juan            | Puerto Rico          | Coliseo de Puerto Rico                  |
| 4 de diciembre de 2022   | San Juan            | Puerto Rico          | Coliseo de Puerto Rico                  |
| 8 de diciembre de 2022   | San Juan            | Puerto Rico          | Coliseo de Puerto Rico                  |
| 10 de diciembre de 2022  | San Juan            | Puerto Rico          | Coliseo de Puerto Rico                  |
| 11 de diciembre de 2022  | San Juan            | Puerto Rico          | Coliseo de Puerto Rico                  |
| 16 de diciembre de 2022  | San Juan            | Puerto Rico          | Coliseo de Puerto Rico                  |
| 17 de diciembre de 2022  | San Juan            | Puerto Rico          | Coliseo de Puerto Rico                  |
| 18 de diciembre de 2022  | San Juan            | Puerto Rico          | Coliseo de Puerto Rico                  |
| 22 de diciembre de 2022  | San Juan            | Puerto Rico          | Coliseo de Puerto Rico                  |
| 23 de diciembre de 2022  | San Juan            | Puerto Rico          | Coliseo de Puerto Rico                  |
| 29 de diciembre de 2022  | San Juan            | Puerto Rico          | Coliseo de Puerto Rico                  |
| 30 de diciembre de 2022  | San Juan            | Puerto Rico          | Coliseo de Puerto Rico                  |
| 31 de diciembre de 2022  | San Juan            | Puerto Rico          | Coliseo de Puerto Rico                  |